# Afromevesia inscopata
Afromevesia inscopata là một loài tò vò trong họ Ichneumonidae.